# 近似宦蝦
近似宦蝦（学名：Agononida analoga）为鎧甲蝦科宦蝦属下的一个种。